# Ceratocaryum fimbriatum
Ceratocaryum fimbriatum là một loài thực vật có hoa trong họ Restionaceae. Loài này được (Kunth) H.P.Linder mô tả khoa học đầu tiên năm 1985.